# Le Lion en hiver (téléfilm)
Pour le film original, voir Le Lion en hiver.
Pour plus de détails, voir Fiche technique et Distribution.
Le Lion en hiver (titre original : The Lion in Winter) est un téléfilm américain réalisé par Andreï Kontchalovski, diffusé en 2003. 
C'est une reprise du sujet du film britannique du même titre d'Anthony Harvey (1968), où Peter O'Toole a le rôle d’Henri II, Katharine Hepburn celui d'Aliénor d'Aquitaine.
On peut parler de remake, en notant toutefois que le talent de jeu des acteurs soutient un haut niveau de qualité. Glenn Close incarne Aliénor d'Aquitaine et Patrick Stewart, Henri II. 
Certaines scènes ont été filmées au Château de Spiš en Slovaquie.

## Synopsis
A la faveur de Pâques et à la suite de la mort de leur fils Henri le Jeune, Alienor d'Aquitaine est autorisée en 1185 par le roi Henri II d'Angleterre (qui l'a maintenue en captivité dans des châteaux anglais depuis l'échec du complot à son encontre, en 1173) à se rendre à la Cour, dans l'idée de tenter de raisonner son fils Richard Cœur de Lion, animé de velléités rebelles. S'y trament alors, avec force ironie et cynisme, des rapports d'influence intenses qui explosent en toute une gamme perverse de querelles, en lien avec les enjeux de pouvoir qui motivent chacun des protagonistes. Aliénor d'Aquitaine, face à ses trois fils, met cartes sur tables et déploie toute son énergie pour tenter de sauver la destinée du domaine des Plantagenêt, déstabilisé par les ambitions de Philippe Auguste. Cet unique rassemblement familial (avant la mort de Henri II) est l'occasion des pires débordements émotionnels.

## Fiche technique
- Titre français : Le Lion en hiver
- Titre original : The Lion in Winter
- Réalisation : Andreï Kontchalovski
- Scénario : James Goldman
- Directeur de la photographie : Sergueï Kozlov
- Directeur artistique : Alistair Kay, János Szabolcs
- Directeur de casting : Joyce Gallie, Sally Osoba
- Musique : Richard Hartley
- Son : Ben Brazier, Kevin Brazier
- Montage : Henry Richardson
- Chef décorateur : Roger Hall
- Ensemblier : István Tóth
- Coiffures : Martial Corneville, Silke Lisku, Klári Szinek, Klaudia Király
- Perruquier : Erwin H. Kupitz
- Maquillage : Noémi Czakó, Jánosné Kajtár
- Costumier : Consolata Boyle
- Effets spéciaux : Gábor Balog, János Berki, Gabor Kiszelly, Gyula Krasnyánszky, Ferenc Ormos
- Producteurs : Dyson Lovell (en), Paul Lowin
- Société de production : Sonar Entertainment, Showtime Networks (en)
- Pays d'origine : États-Unis
- Dates de sortie : le 26 décembre 2003 (GB), le 23 mai 2004 (USA), le 16 juin 2005 (France, DVD première)
- Format : Couleurs - 35 mm - mono - (Eastmancolor)
- Genre : Drame historique
- Durée : 167 minutes

## Distribution
- Glenn Close : Aliénor d'Aquitaine.
- Andrew Howard :  Richard Cœur de Lion
- John Light :  Geoffroi
- Jonathan Rhys Meyers : Philippe Auguste
- Rafe Spall : le prince Jean
- Patrick Stewart : Henri II
- Ioulia Vyssotskaïa : Alais
- Antal Konrád : maître des cérémonies
- Soma Marko : Prince John jeune
- Clive Wood : William Marshall